# Peter Kmec
Peter Kmec (11. listopadu 1966 Nitra) je slovenský diplomat a politik, od října 2023 místopředseda vlády pro plán obnovy a eurofondy ve čtvrté vládě Roberta Fica.

## Život
Narodil se 11. listopadu 1966 v Nitře. V roce 1990 ukončil studium mezinárodních vztahů na Státním institutu mezinárodních vztahů v Moskvě a téhož roku získal titul JUDr. na Univerzitě Komenského v Bratislavě. V roce 1991 nastoupil na československé ministerstvo zahraničních věcí. V roce 1992 působil jako zahraničněpolitický poradce jedné z komor Federálního shromáždění. Mimo jiné působil jako zástupce velvyslance Slovenska v Izraeli (2000–2003) a USA (2003–2005). V letech 2007–2012 vykonával funkci velvyslance ve Švédsku a mezi lety 2012–2018 působil jako velvyslanec v USA.
Po ukončení působení v diplomacii působil v letech 2018–2020 jako poradce předsedy vlády Petera Pellegriniho. V parlamentních volbách v roce 2020 kandidoval za stranu SMER – sociálna demokracia a byl zvolen do Národní rady. V červnu téhož roku stranu opustil a založil spolu s Pellegrinim stranu HLAS – sociálna demokracia. V rámci strany působil jako zahraniční tajemník. Funkce se vzdal v dubnu 2023 poté, co zkritizoval Rusko. V parlamentních volbách v roce 2023 se ucházel o mandát poslance a byl zvolen.
V říjnu 2023 byl jmenován místopředsedou vlády pro plán obnovy a eurofondy ve čtvrté vládě Roberta Fica. V červnu 2025 byl zvolen členem předsednictva HLASu-SD.